# Liste der gibraltarischen Teilnehmer an europäischen Vereinswettbewerben im Fußball
Die Liste der gibraltarischen Teilnehmer an europäischen Vereinswettbewerben im Fußball gibt einen Überblick über die aus Gibraltar kommenden Teilnehmer der europäischen Klubfußballwettbewerbe. Im Detail sind dies die UEFA Champions League, die UEFA Europa League und die UEFA Europa Conference League.

## Gibraltarische Teilnahmen an den Europapokalen

### UEFA Champions League
Seit 2014 nimmt der Meister aus Gibraltar an der Qualifikation zur UEFA Champions League teil.
| Saison  | Teilnehmer          |
| ------- | ------------------- |
| 2014/15 | Lincoln Red Imps FC |
| 2015/16 | Lincoln Red Imps FC |
| 2016/17 | Lincoln Red Imps FC |
| 2017/18 | Europa FC           |
| 2018/19 | Lincoln Red Imps FC |
| 2019/20 | Lincoln Red Imps FC |
| 2020/21 | Europa FC           |
| 2021/22 | Lincoln Red Imps FC |
| 2022/23 | Lincoln Red Imps FC |

### UEFA Europa League
ab 2014 nahm ein Verein aus Gibraltar am UEFA-Pokal teil, von 2017 bis 2021 waren zwei Vereine startberechtigt.
| Saison  | Teilnehmer                                                                       |
| ------- | -------------------------------------------------------------------------------- |
| 2014/15 | College Europa FC als Finalist des Rock Cup                                      |
| 2015/16 | Europa FC als Finalist des Rock Cup                                              |
| 2016/17 | Europa FC                                                                        |
| 2017/18 | Lincoln Red Imps FC als Finalist des Rock Cup                                    |
| 2017/18 | St Joseph’s FC                                                                   |
| 2018/19 | Europa FC als Gewinner des Rock Cup                                              |
| 2018/19 | St Joseph’s FC                                                                   |
| 2018/19 | Lincoln Red Imps FC als Verlierer der Vorqualifikation der UEFA Champions League |
| 2019/20 | Europa FC                                                                        |
| 2019/20 | St Joseph’s FC                                                                   |
| 2019/20 | Lincoln Red Imps FC als Verlierer der Vorqualifikation der UEFA Champions League |
| 2020/21 | St Joseph’s FC                                                                   |
| 2020/21 | Lincoln Red Imps FC                                                              |
| 2020/21 | Europa FC als Verlierer der 1. Qualifikationsrunde der UEFA Champions League     |

### UEFA Europa Conference League
Seit 2021 nehmen drei Vereine aus Gibraltar an der UEFA Europa Conference League teil.
| Saison  | Teilnehmer                                                                          |
| ------- | ----------------------------------------------------------------------------------- |
| 2021/22 | Europa FC                                                                           |
| 2021/22 | St Joseph’s FC                                                                      |
| 2021/22 | Mons Calpe SC                                                                       |
| 2021/22 | Lincoln Red Imps FC als Verlierer der 3. Qualifikationsrunde der UEFA Europa League |
| 2022/23 | Europa FC                                                                           |
| 2022/23 | St Joseph’s FC                                                                      |
| 2022/23 | FC Bruno’s Magpies                                                                  |